# Kurtis Kraft 500A
O Kurtis Kraft 500A é o modelo da Kurtis Kraft utilizado entre 1952 e 1958. Foi guiado por Duane Carter, Neal Carter, George Connor, Jimmy Davies, Duke Dinsmore, Rex Easton, Walt Faulkner, Pat Flaherty, Jerry Hoyt, Johnny Mantz, Jim Rathmann, Paul Russo, Troy Ruttman, Bob Scott, Joe Sostilio, Johnnie Tolan, Jerry Unser, Bill Vukovich e Leroy Warriner.